# Liptovský Michal
Liptovský Michal é um município da Eslováquia, situado no distrito de Ružomberok, na região de Žilina. Tem 1,59 km² de área e sua população em 2018 foi estimada em 308 habitantes.

## Demografia
| Ano:        | 1994 | 2004   | 2014    | 2024   |
| ----------- | ---- | ------ | ------- | ------ |
| Broj ljudi: | 249  | 269    | 302     | 306    |
| Razlika:    |      | +8,03% | +12,26% | +1,32% |

| Ano:               | 2023 | 2024   |
| ------------------ | ---- | ------ |
| Número de pessoas: | 302  | 306    |
| Diferença:         |      | +1,32% |